# Ingweilerhof
Ingweilerhof gehört zur Ortsgemeinde Reipoltskirchen im rheinland-pfälzischen Landkreis Kusel. Hier befand sich im 13. Jahrhundert die Burg Ingweiler. Im Jahr 1339 erhielt der Ritter Engelbrecht von Reipoltskirchen den Ingweilerhof von Graf Georg von Veldenz als ein auf Sohn und Tochter vererbbares Lehen. Nachkommen verkauften ihn 1580 an Herzog Johann I. von Pfalz-Zweibrücken. 1760 schenkte Herzog Christian IV. Ingweilerhof und Ausbacherhof seinem Minister Freiherr von Esebeck als Erblehen. Zehn Jahre später starb der Freiherr auf dem Ingweilerhof und liegt dort in der Hofkapelle begraben. Das freiherrliche Familienwappen ist noch heute über dem Eingangsportal des früheren Herrenhauses zu sehen. Heute beheimatet der Ingweilerhof ein Seniorenheim.